# Kam motýli nelétají
Kam motýli nelétají je český celovečerní film scenáristy a režiséra Romana Němce. V hlavních rolích se představili divadelní herec Daniel Krejčík jako devatenáctiletý student gymnázia a Jiří Vojta jako jeho učitel. Premiéra filmu proběhla 16. května 2022. Děj se odehrává v Kadani a jeskynních komplexech.

## Děj
Hlavními hrdiny příběhu jsou devatenáctiletý student gymnázia Daniel a jeho učitel Adam. 
Daniel žije jako jedináček s rozhádanými rodiči. Otec ho mnohokrát zklamal, má s ním velmi komplikovaný vztah. Přestože je Daniel nadprůměrně inteligentní, vnímavý a přemýšlivý kluk, ve škole neprospívá, má kázeňské problémy a nesplňuje podmínky pro připuštění k maturitní zkoušce. Je ve škatulce problémových studentů. Straní se všemu a všem, má pocit, že mu nikdo nerozumí. Separuje se, cítí se ztracený, bezvýznamný, všem lhostejný. Jeho snaha vizuálně se odlišit je podvědomou reakcí potřeby upoutat pozornost. Nemá žádné přátele, nemá rád fyzický kontakt. O své budoucnosti nepřemýšlí, nic neplánuje, nemá žádné ambice ani očekávání, aby nemusel prožívat jakákoliv případná zklamání. Namlouvá si, že nikoho nepotřebuje a vystačí si sám. 
Adam je jeho třídní učitel. Je to gay, žije ve svazku se svým mladším partnerem Davidem a svoje přísně střežené soukromí nechává zamknuté za dveřmi jejich bytu. Adam se jako učitel snaží Daniela motivovat k plnění jeho školních povinností, uzavřen do svojí komfortní bubliny se však příliš nezajímá o pozadí osobních problémů Daniela a tak se mu nedaří k němu najít cestu.
Když se Daniel na školním výletě při nočním přesunu ztratí v lese, Adam se ho vypraví hledat. Nedopatřením oba uvíznou v rozsáhlém jeskynním systému, ze kterého se následně snaží dostat ven. Během jejich neplánovaného dobrodružství získávají zcela novou, místy extrémní zkušenost, která přirozeně ovlivňuje jejich dosavadní vyhraněné postoje a vzájemný vztah. V kritických situacích se obě hlavní postavy ukazují ve svojí komplexnosti a lidskosti. Odstřiženy od zbytku světa vytvářejí naprosto nové izolované sociální uskupení, pro které definují svoje vlastní pravidla, protože pravidla a konvence pozemského světa zcela pozbyly funkcionality a smyslu. Jak daleko budou ochotni zajít?

## Obsazení

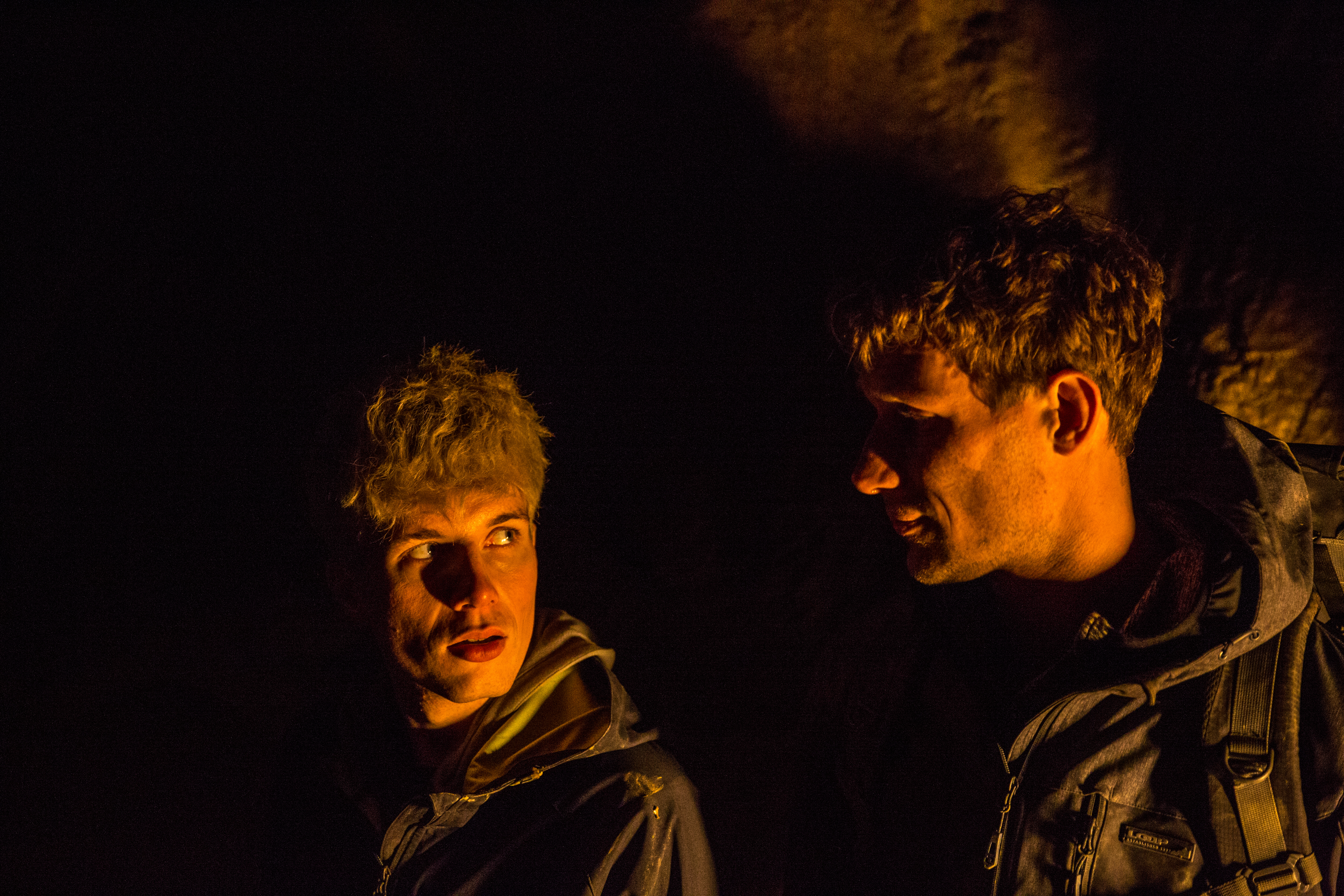
Daniel Krejčík (vlevo) a Jiří Vojta (vpravo)

| Daniel Krejčík   | Daniel                |
| Jiří Vojta       | Adam – učitel Daniela |
| Jakub Krejča     | David – partner Adama |
| Simona Babčáková | učitelka Stehlíková   |
| Jaroslav Dušek   | ředitel Mařík         |
| Klára Melíšková  | matka Daniela         |
| Martin Myšička   | otec Daniela          |

## Produkce

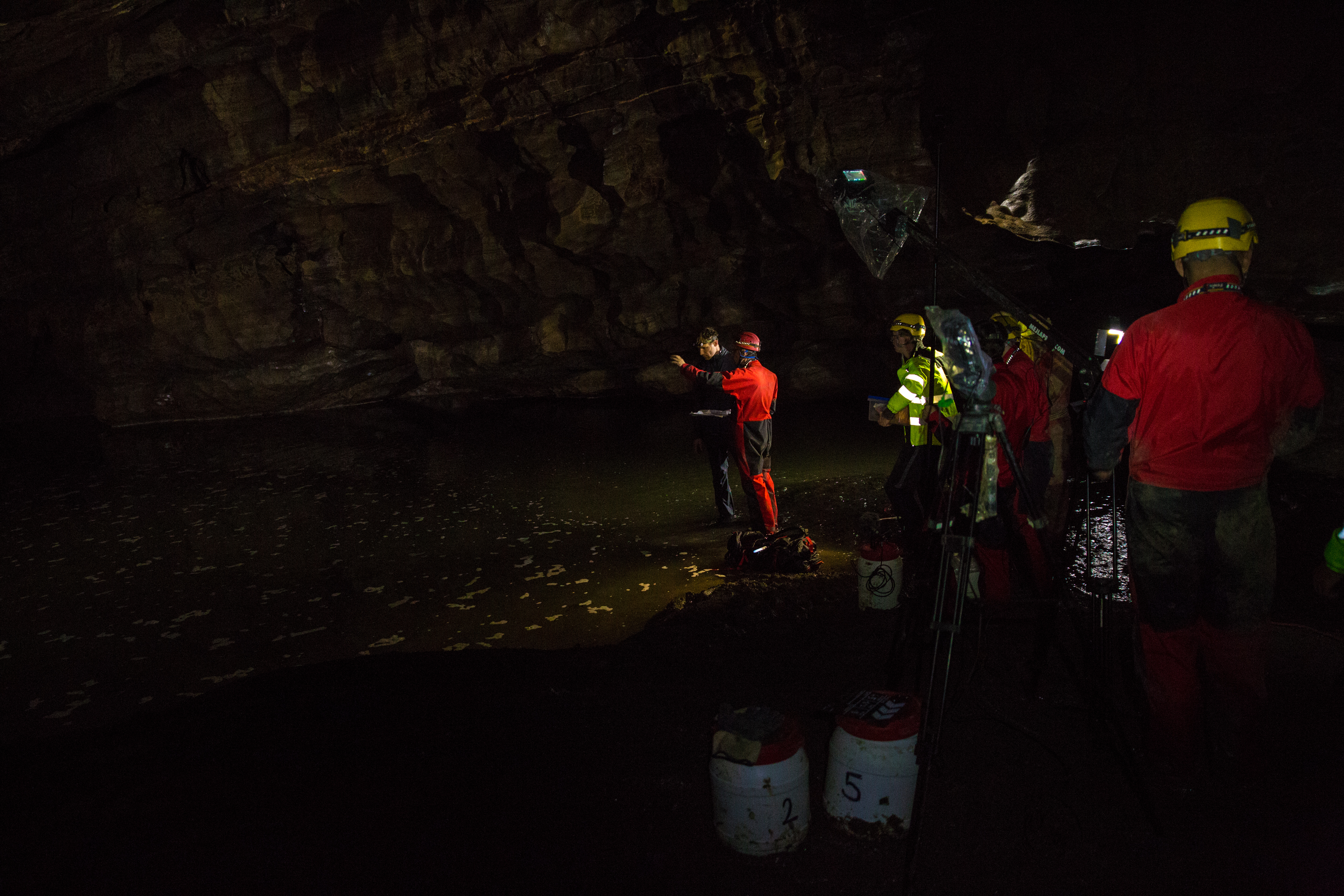
Kam motýli nelétají, Býčí skála

Film vznikl v produkci autora scénáře a režiséra Romana Němce a společnosti IDEAS ADVERTISING s.r.o. Hlavními partnery projektu byla společnost Rocknet a značka Loap. Úzce na něm spolupracovali i Správa jeskyní České republiky, město Kadaň, Gymnázium Kadaň, Muzeum Sokolov, iniciativa S barvou ven a Ústecké tiskárny. Ubytování poskytly partnerské hotely: Hotel Skalní mlýn v Blansku a penzion U Karla IV. v Kadani. Slavnostní premiéra filmu proběhla dne 16. května 2022 v kině Lucerna v Praze.

## Lokace

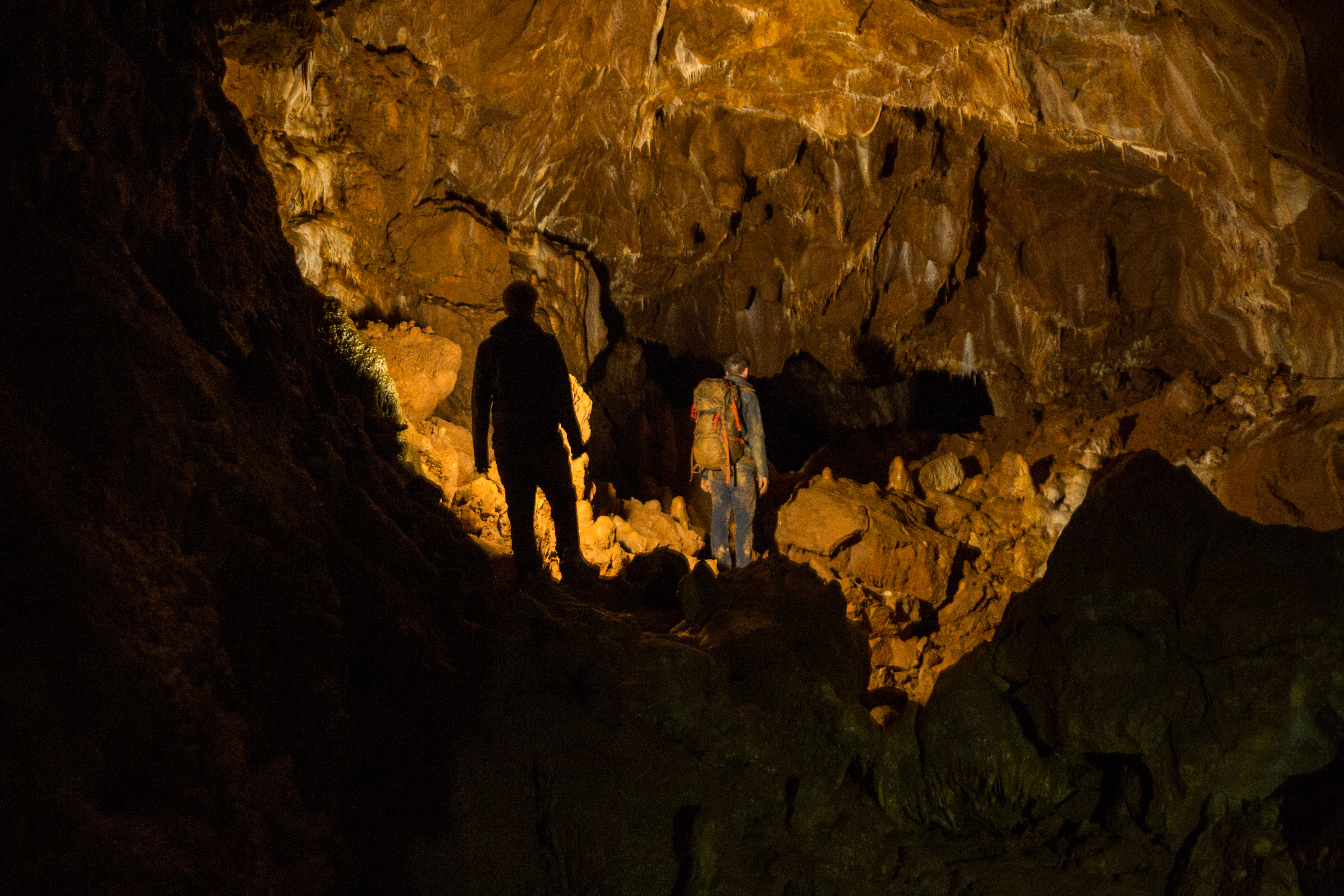
Kam motýli nelétají, Javoříčské jeskyně, Olomoucký dóm

Příběh začíná ve městě Kadani. Hlavní hrdina Daniel je studentem místního gymnázia. Se školním výletem se dění přesune na střední Moravu. Nosná část příběhu se pak odehrává v rozsáhlém jeskynním komplexu s labyrintem spletitých chodeb, velkými dómy, hlubokými strmými propastmi, jezerem a vodními toky. Natáčet se bude v pěti moravských jeskynních systémech – Javořických a Mladečských jeskyních, Sloupsko-šošůvských jeskyních, Kateřinské jeskyni a na Býčí skále. Tvůrci využijí i podzemní prostor Štoly č. 1 v Jáchymově.

## Galerie

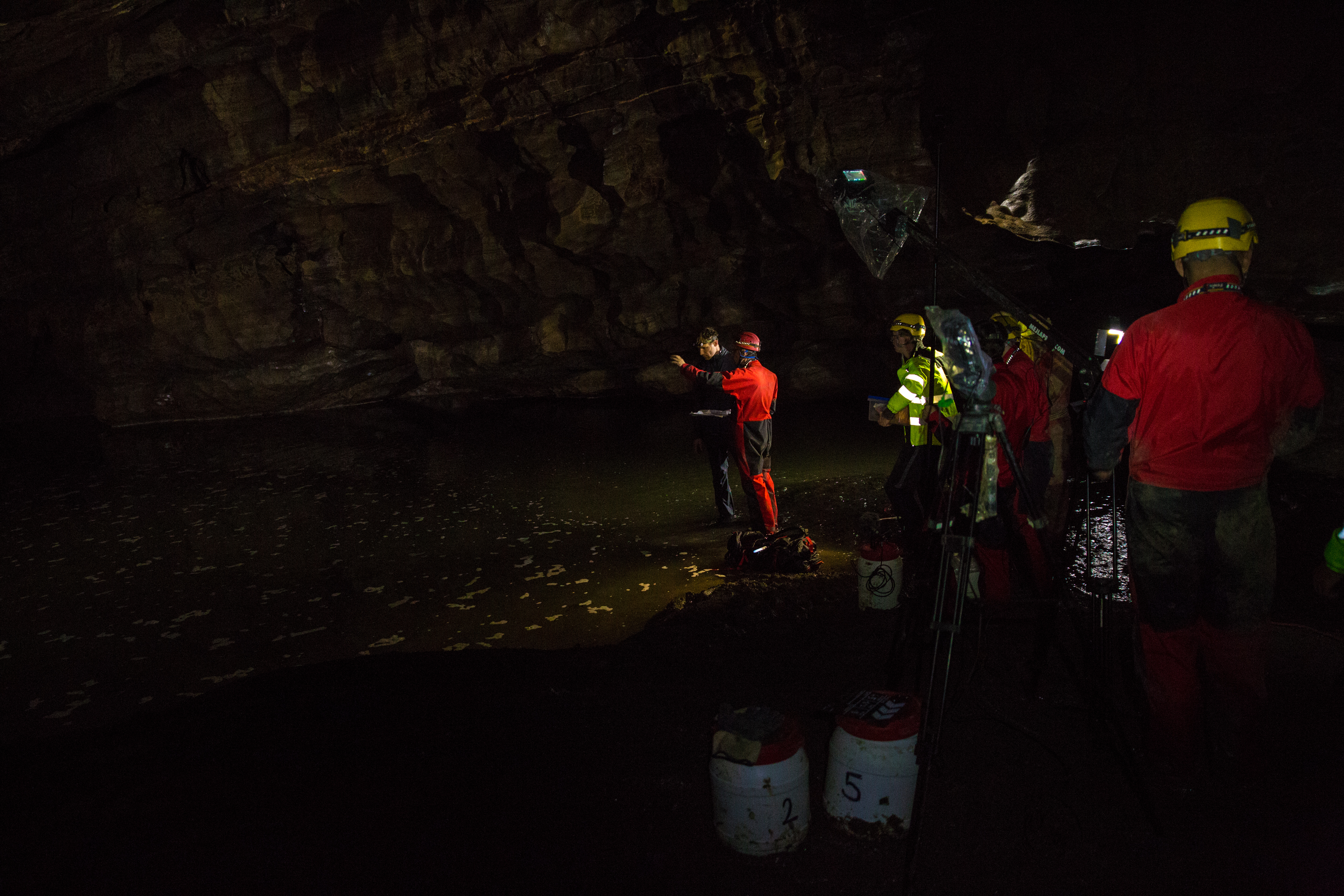
Kam motýli nelétají, Býčí skála
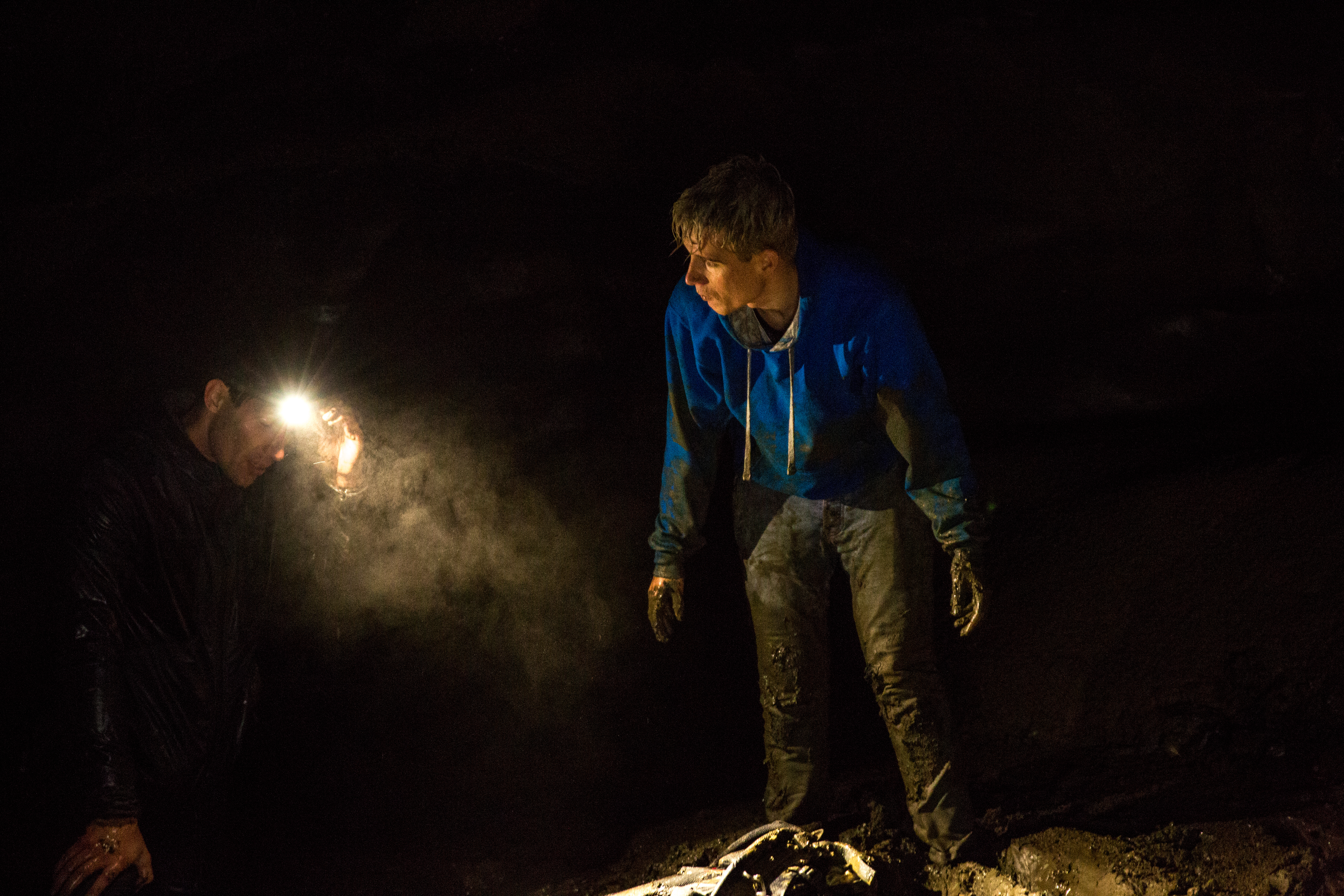
Kam motýli nelétají, Býčí skála
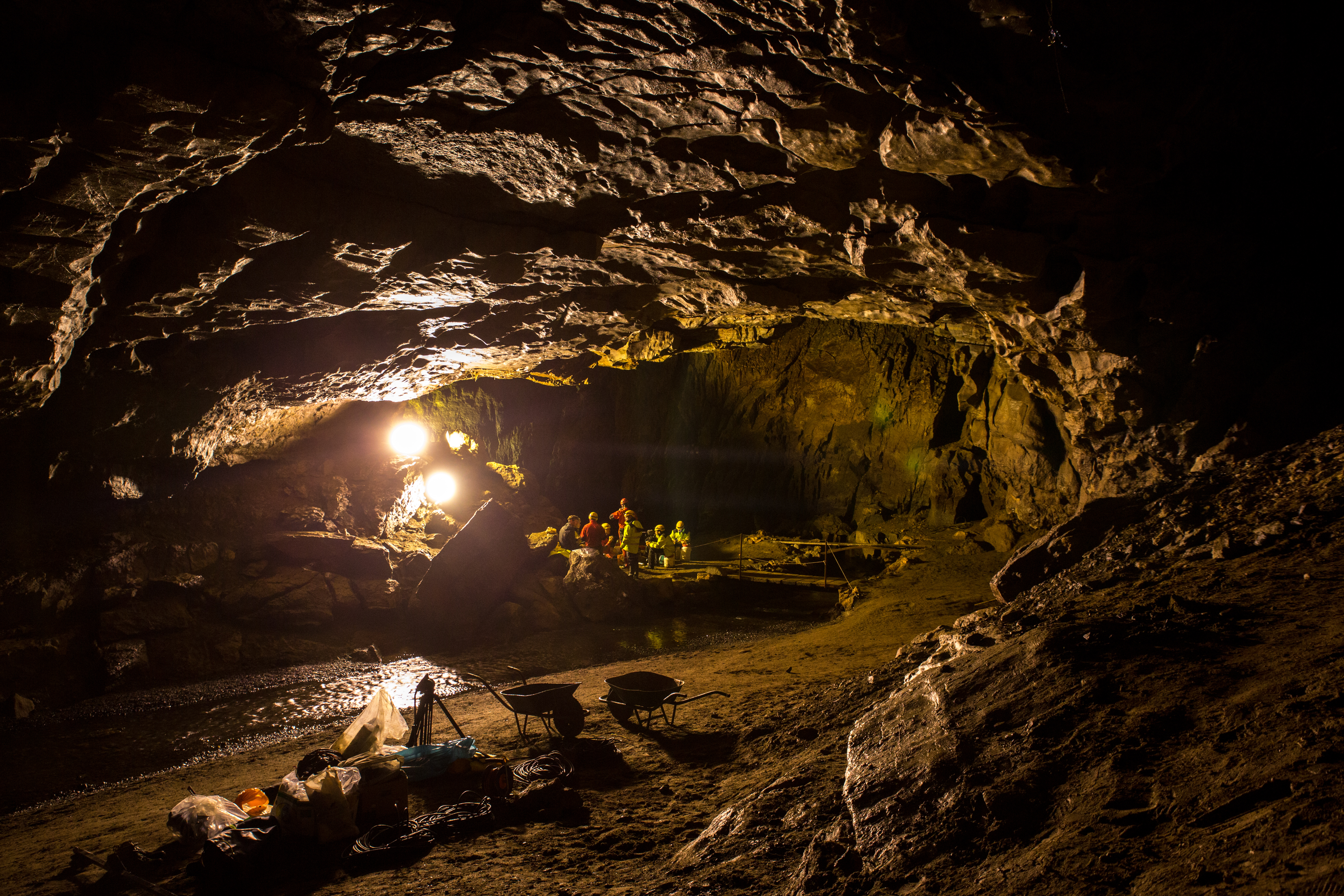
Kam motýli nelétají, Býčí skála
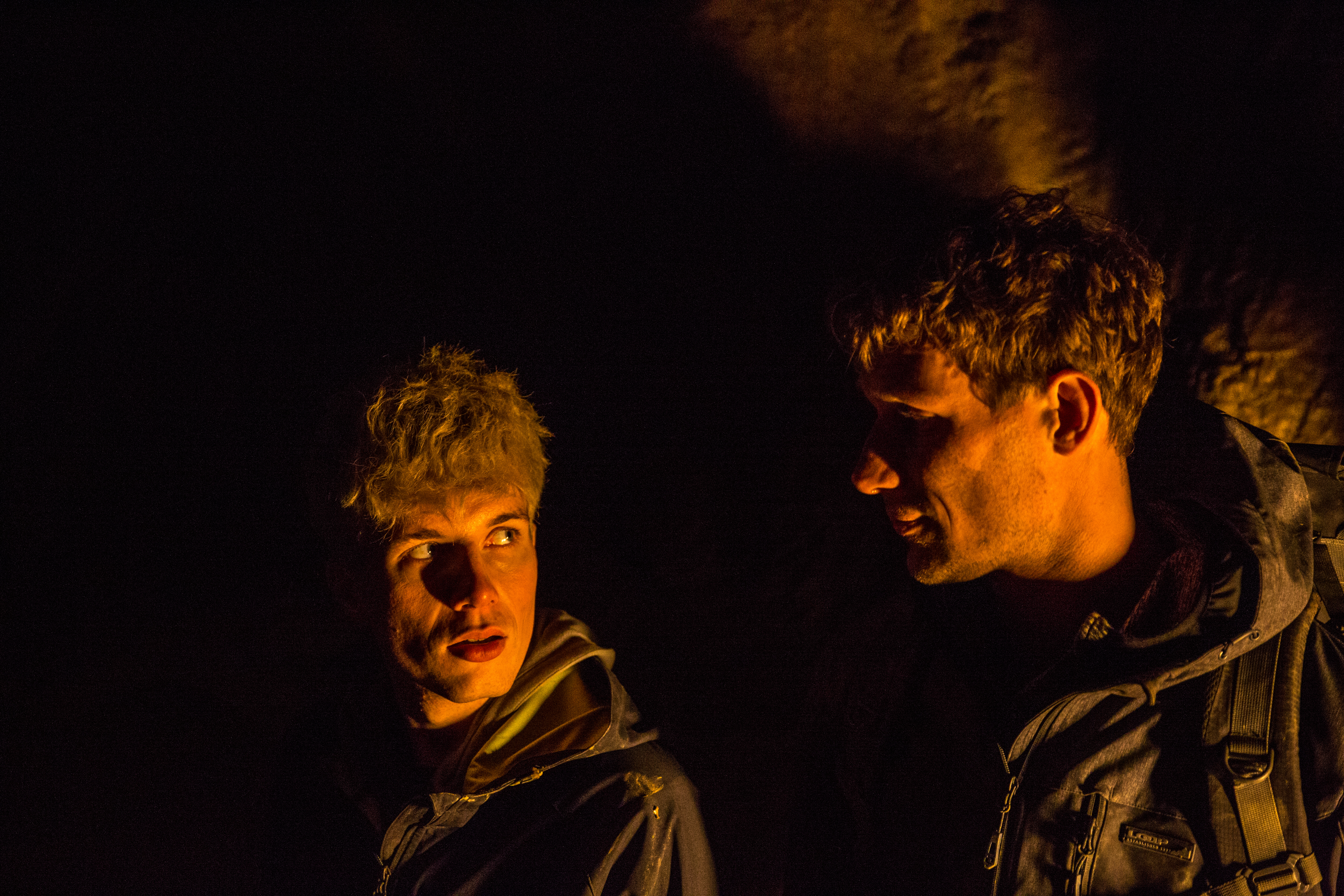
Kam motýli nelétají, Býčí skála
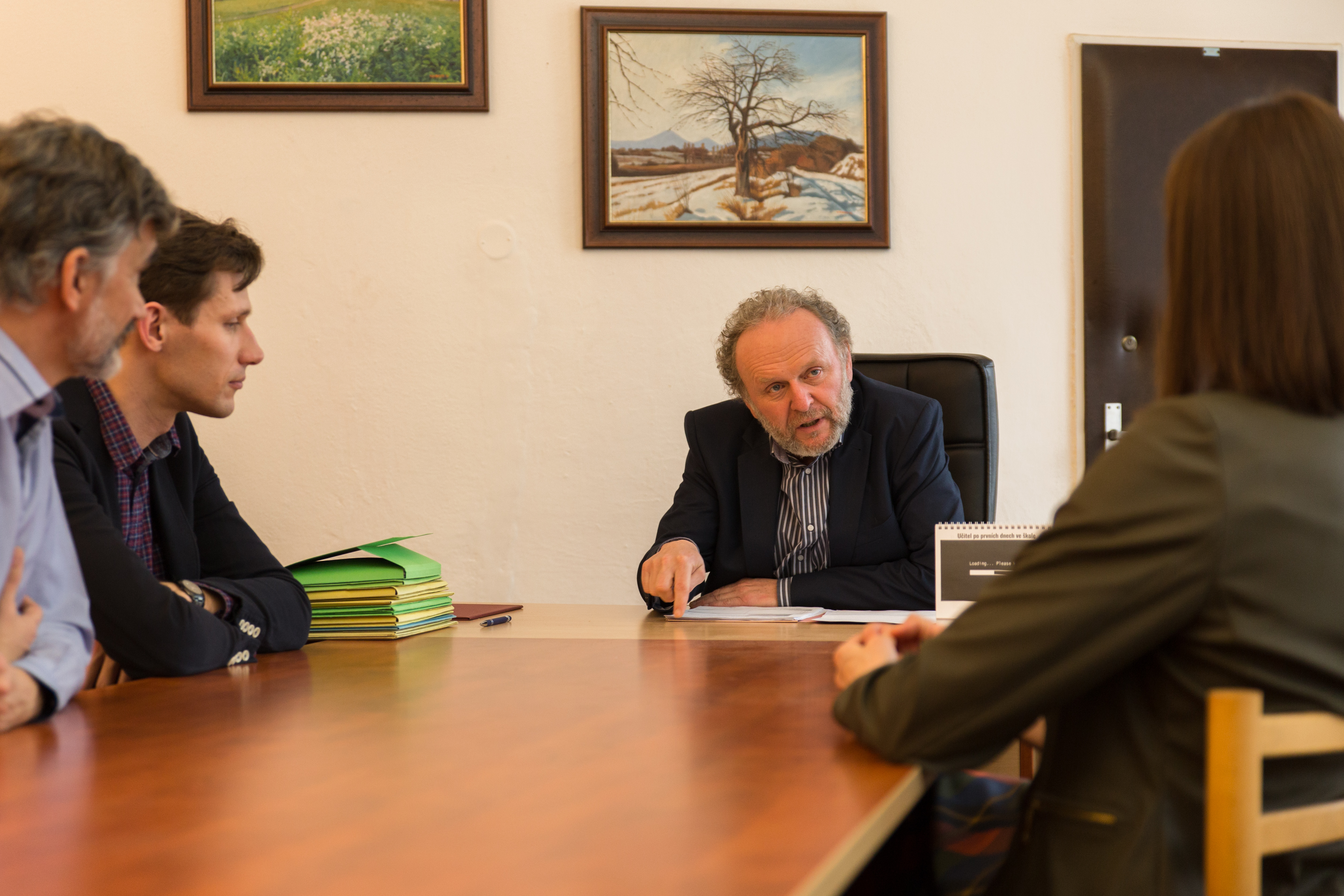
Kam motýli nelétají, Gymnázium Kadaň
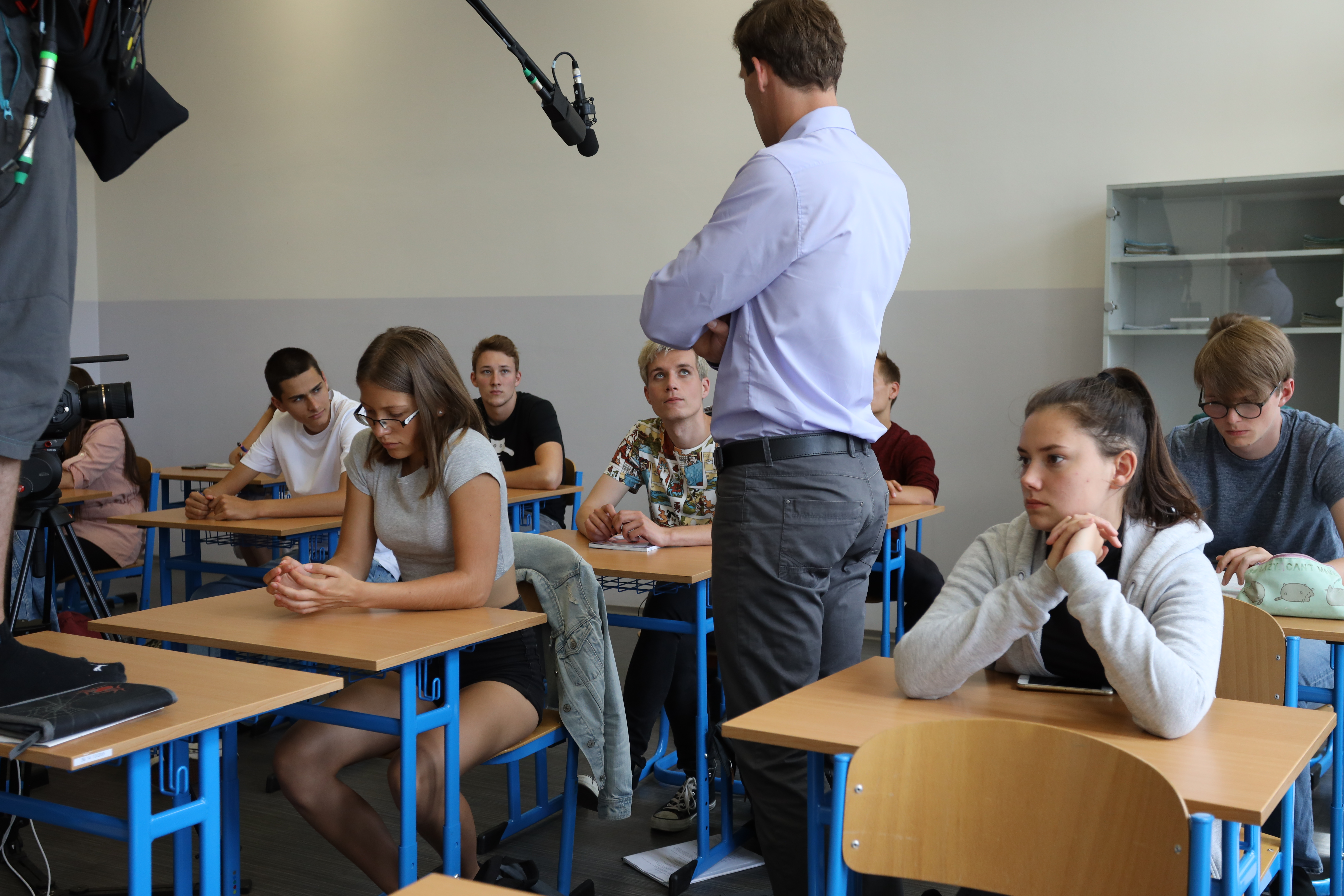
Kam motýli nelétají, Gymnázium Kadaň
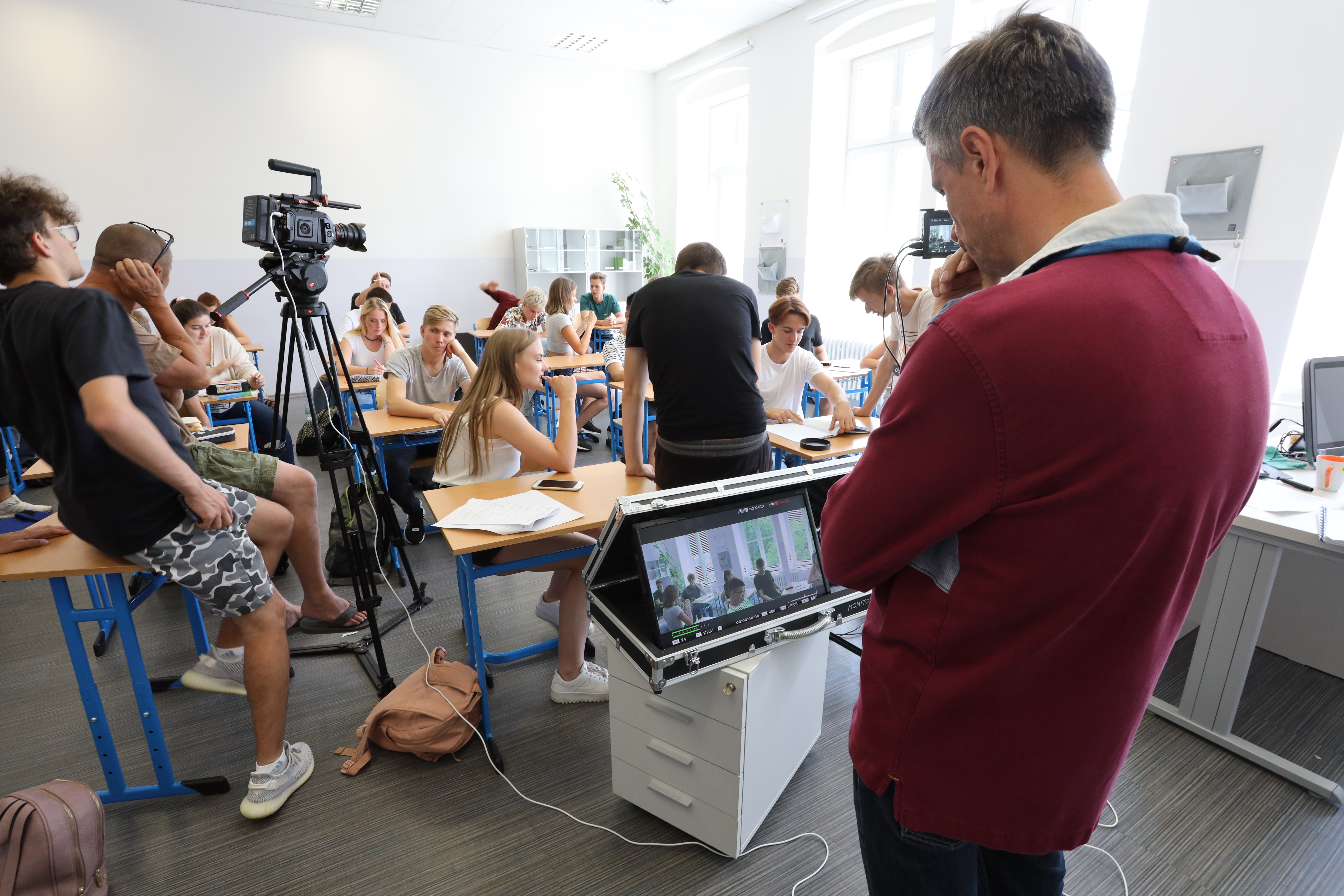
Kam motýli nelétají, Gymnázium Kadaň
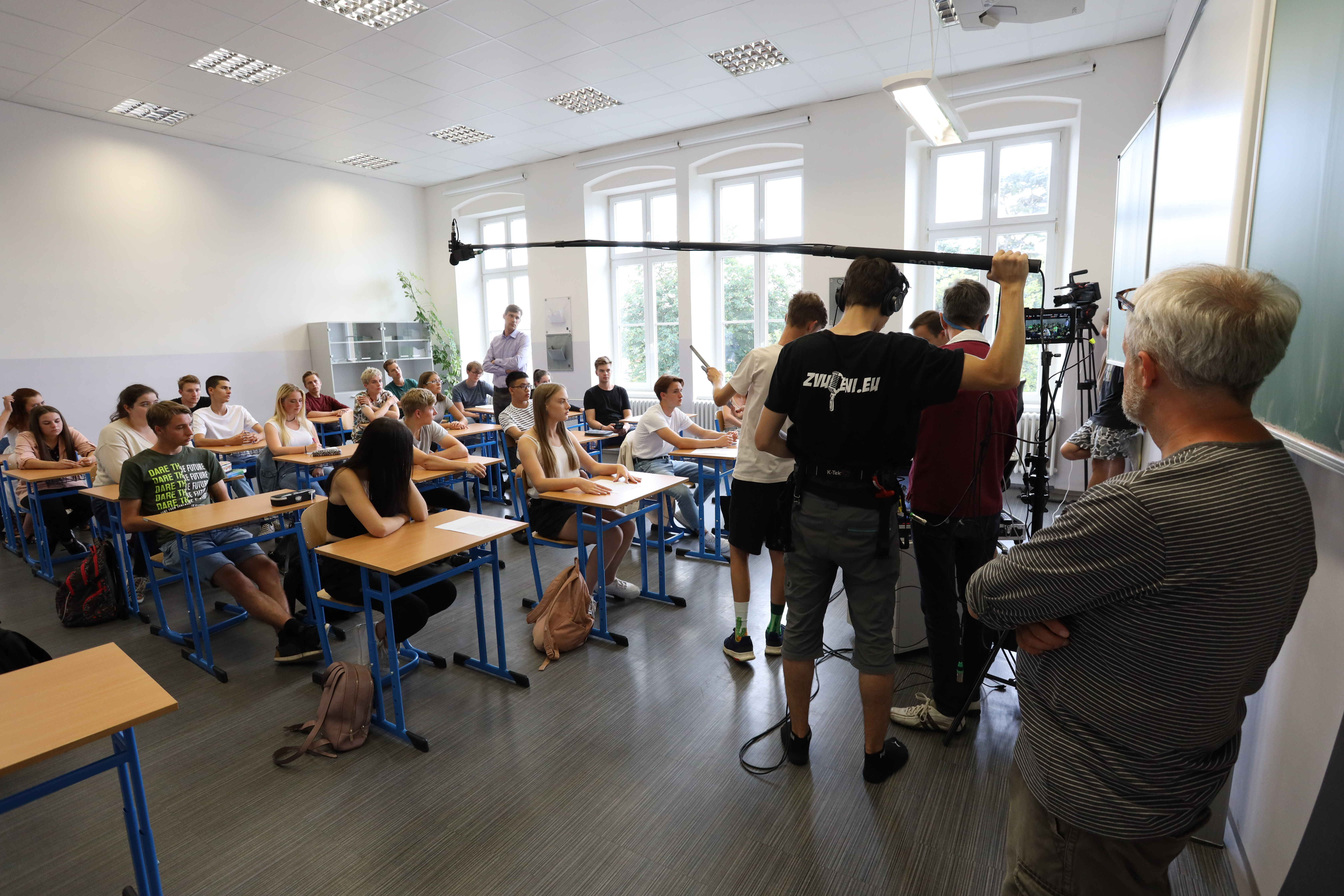
Kam motýli nelétají, Gymnázium Kadaň
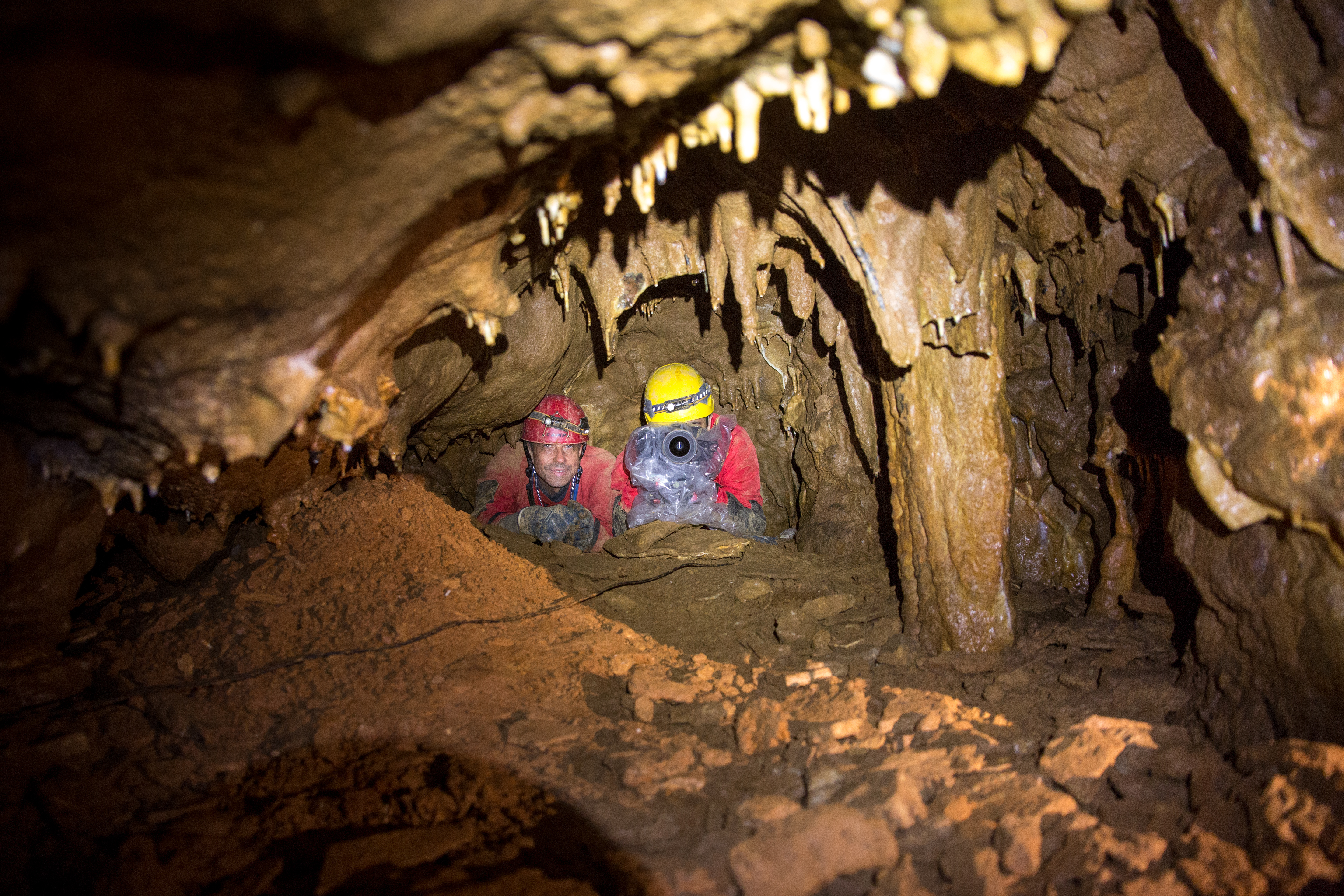
Kam motýli nelétají, Javoříčské jeskyně
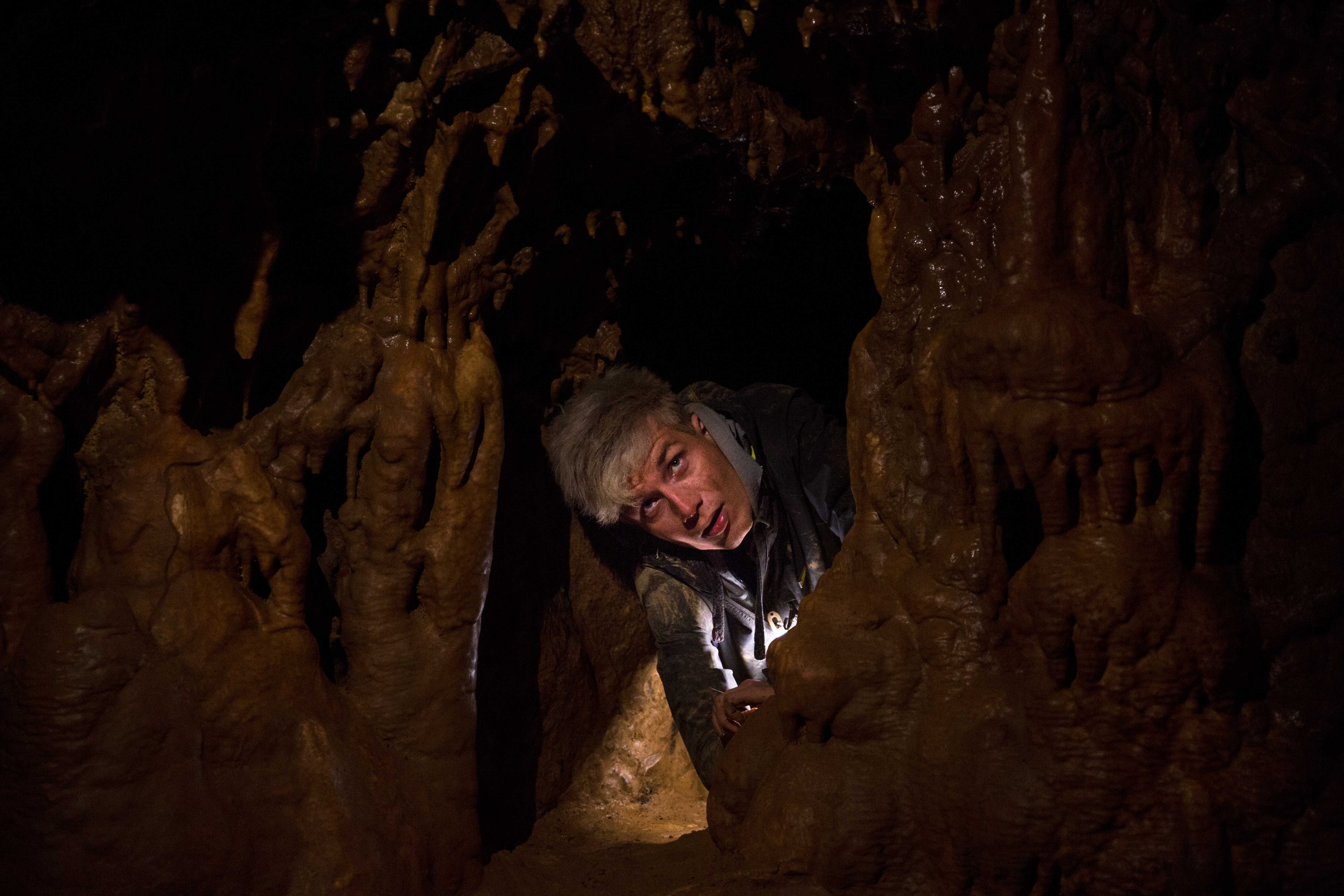
Kam motýli nelétají, Javoříčské jeskyně